# Robert Grundmann
Robert Rudolph Carl Grundmann (* 31. August 1878 in Berlin; † 9. August 1933 in Berlin-Lichterfelde) war ein deutscher Jurist und Politiker (DVP).

## Leben
Robert Grundmann besuchte Gymnasien in Gumbinnen (die Friedrichsschule Gumbinnen), Bromberg, Halle an der Saale und Breslau. Dort machte er auch Abitur. Anschließend nahm er ein Studium der Rechts- und Staatswissenschaften in Breslau auf, das er mit dem Ersten Juristischen Staatsexamen beendete. 1911 promovierte er zum Doktor der Rechte in Berlin. Im Anschluss arbeitete er bei Gerichten und freien Körperschaften, so unter anderem bei der Handwerkskammer in Breslau. In den 1910er-Jahren war er Hauptgeschäftsführer der Handwerkskammer und des Gewerbeamtes in Hagen. Gleichzeitig fungierte er als Leiter des dortigen Städtischen Berufsberatungsamtes für Knaben. Von 1914 bis 1916 nahm er als Soldat am Ersten Weltkrieg teil und wurde verwundet. Am 1. Oktober 1920 nahm er eine Tätigkeit als Syndikus und Hauptgeschäftsführer des rheinisch-westfälischen Baugewerbeverbandes auf. Seit 1922 war er Syndikus des baugewerblichen Reichsverbandes in Berlin, vermutlich zwischen 1931 und 1933 war er Verbandssyndikus in Berlin.
Grundmann trat 1918 in die DVP ein und saß für sie von 1918 bis 1920 in der Stadtverordnetenversammlung in Hagen. 1919 kandidierte er für die deutsche Nationalversammlung, wurde jedoch nicht gewählt. Von 1921 bis 1928 sowie erneut von 1931 bis 1932 war er Mitglied des Preußischen Landtages.

## Werke
- Die Verwandlung einer anderen Schuld in eine Darlehensschuld. In rechtsgeschichtl. Entwicklung, Leipzig: Hoffmann 1911, zugl. Breslau, Jur. Diss.